# Латтерманн, Кристоф фон
Барон Кристоф Фрайхерр фон Латтерманн (нем. Christoph von Lattermann; 14 июля 1753, Оломоуц — 5 октября 1835, Вена) — генерал-фельдмаршал Австрийской империи (с 1833).

## Биография
Потомственный военный. Сын фельдмаршала-лейтенанта Франца фон Латтерманна (1716—1806). Службу в Имперской армии начал в 12-летнем возрасте в качестве курсанта пехотного полка Ботта.
Через десять лет стал капитаном. В 1778/79 годах отличился в войне за баварское наследство. При осаде Белграда в 1789 году проявил личную храбрость. Командуя в чине майора понтонным батальоном, в трудных условиях навёл пять переправ через Дунай и Саву.
В 1793 году храбро сражался на Рейне, в 1794 году был назначен оберстом (полковником) и командиром австро-венгерского 3-го пехотного полка.
В 1797 году в качестве генерал-майора принял командование бригадой в Италии. За отличия в битве под Вероной 7 июля 1799 года был награждён Рыцарским крестом ордена Марии Терезии.
В ходе войны второй коалиции под командованием Михаэля фон Меласа против республиканской французской армии генерала Шампионне командовал дивизией в битве при Геноле (4 ноября 1799). В битве при Маренго (июнь 1800) был тяжело ранен, что сделало невозможной его дальнейшую службу в армии.
В 1805 году вышел в отставку в звании фельдмаршала. В том же году был назначен и. о. главнокомандующего Богемии. С 1807 года служит комендантом Петроварадинской крепости на Дунае.
В 1809 году назначен в Военный совет при имперском дворе, а в 1810 году стал членом Тайного совета при императоре. В 1813 году — фельдцейхмейстер и временный гражданский и военный губернатор Иллирии.
В 1814 и 1818—1833 годах был председателем Военного апелляционного имперского суда. В 1815 году назначен генералом-командующим области Венеция.
В 1826 году получил звание капитана-лейтенанта Имперско-королевской Лейб-гвардии (KK Erste Arcièren-Leibgarde). В 1833 году в чине генерал-фельдмаршал Австрийской империи вышел в отставку.

## Награды
- Орден Железной короны I класса (1815)
- Рыцарский крест Военного ордена Марии Терезии
- Гражданский Крест Чести 1813/14.